# جاي ر. قالبرايث
جاي ر. قالبرايث (بالإنجليزية: Jay R. Galbraith) هو اقتصادي أمريكي، ولد في 26 فبراير 1939، وتوفي في 8 أبريل 2014.